# Vestec (Chocerady)
Vestec (Duits: Westetz of Westetz bei Kotzerat) is een Tsjechische plaats in de gemeente Chocerady, regio Midden-Bohemen, en maakt deel uit van het district Benešov. Het dorp ligt op ongeveer 2,5 kilometer afstand van Chocerady en op ongeveer 17 kilometer afstand van de stad Benešov.
Vestec telt 72 inwoners (2021).

## Geografie
Vestec ligt in de buurt van de Vodslivskýbeek (Duits: Wodsliwer Bach), die aan de noordkant uitmondt in de Vestecský-waterval.

## Geschiedenis
De eerste schriftelijke vermelding van het dorp dateert van 1356. In 1390 luidde de Duitstalige benaming nog Weße in plaats van het latere Westetz.
Tussen 1850 en 1921 behoorde Bělčice tot de voormalige gemeente Vestec. Daarna is Vestec bij Chocerady gekomen en Bělčice verzelfstandigt. In 1949 werd Vestec, samen met Chocerady, ingedeeld bij het district Benešov.

## Voorzieningen
Er is een kleine brandweerkazerne in het dorp.

## Verkeer en vervoer

### Autowegen
Er leidt een regionale weg (weg III/113) naar het dorp.

### Spoorlijnen
Er is geen station in Vestec. Het dichtstbijzijnde station is in Chocerady. Dat station wordt bediend door treinen van spoorlijn 212 Čerčany - Sázava - Zruč nad Sázavou - Světlá nad Sázavou.

### Buslijnen
Er zijn twee bushaltes in en bij het dorp:
| Halte                    | Lijn | Traject            | Vervoerder   |
| ------------------------ | ---- | ------------------ | ------------ |
| Chocerady, Vestec        | 483  | Chocerady - Vlašim | CŠAD Benešov |
| Chocerady, Vestec, Osada | 483  | Chocerady - Vlašim | CŠAD Benešov |

## Bezienswaardigheden
- Dorpskapel;
- Oorlogsmonument.

## Galerij

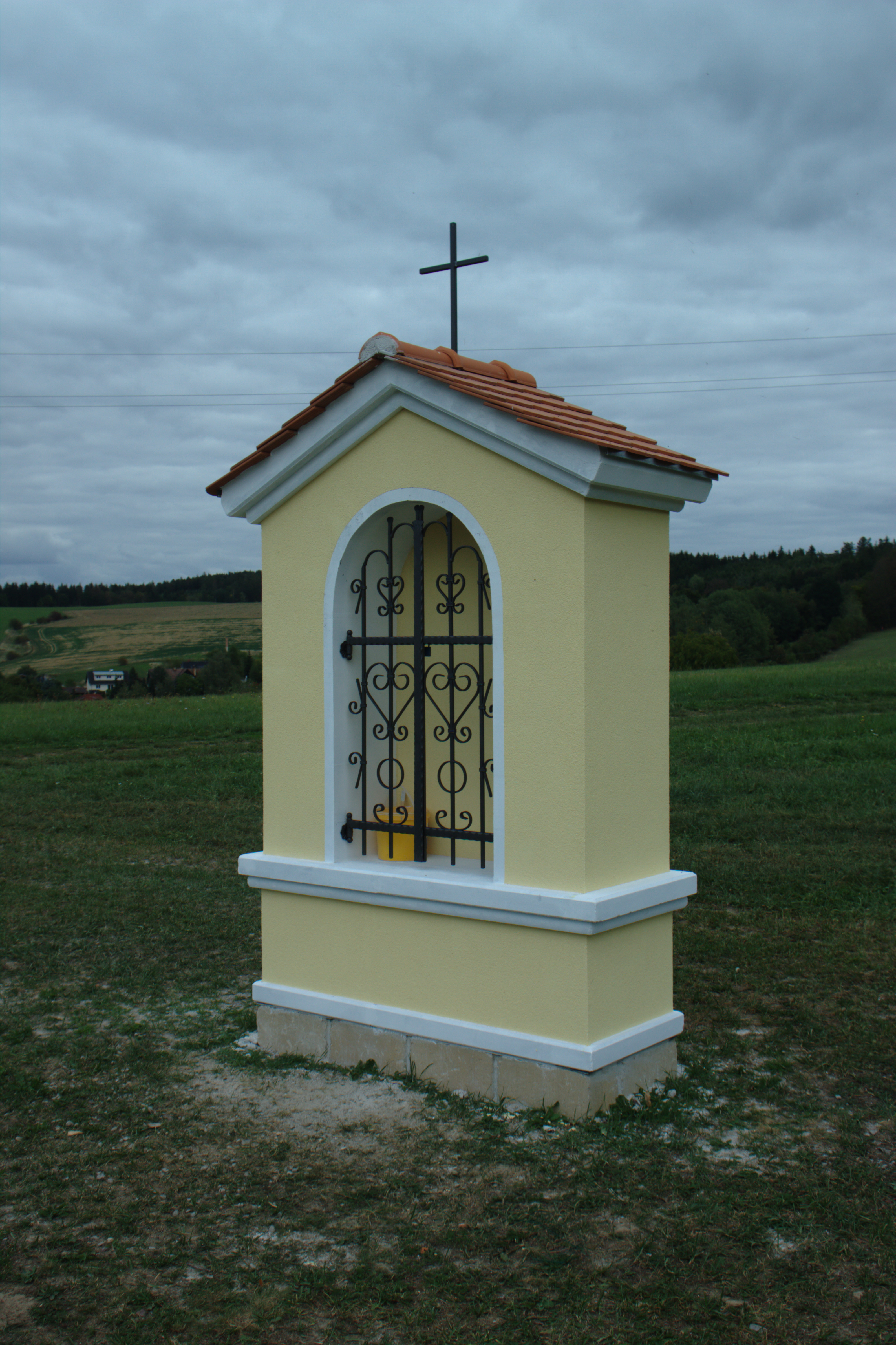
Dorpskapel (2015)
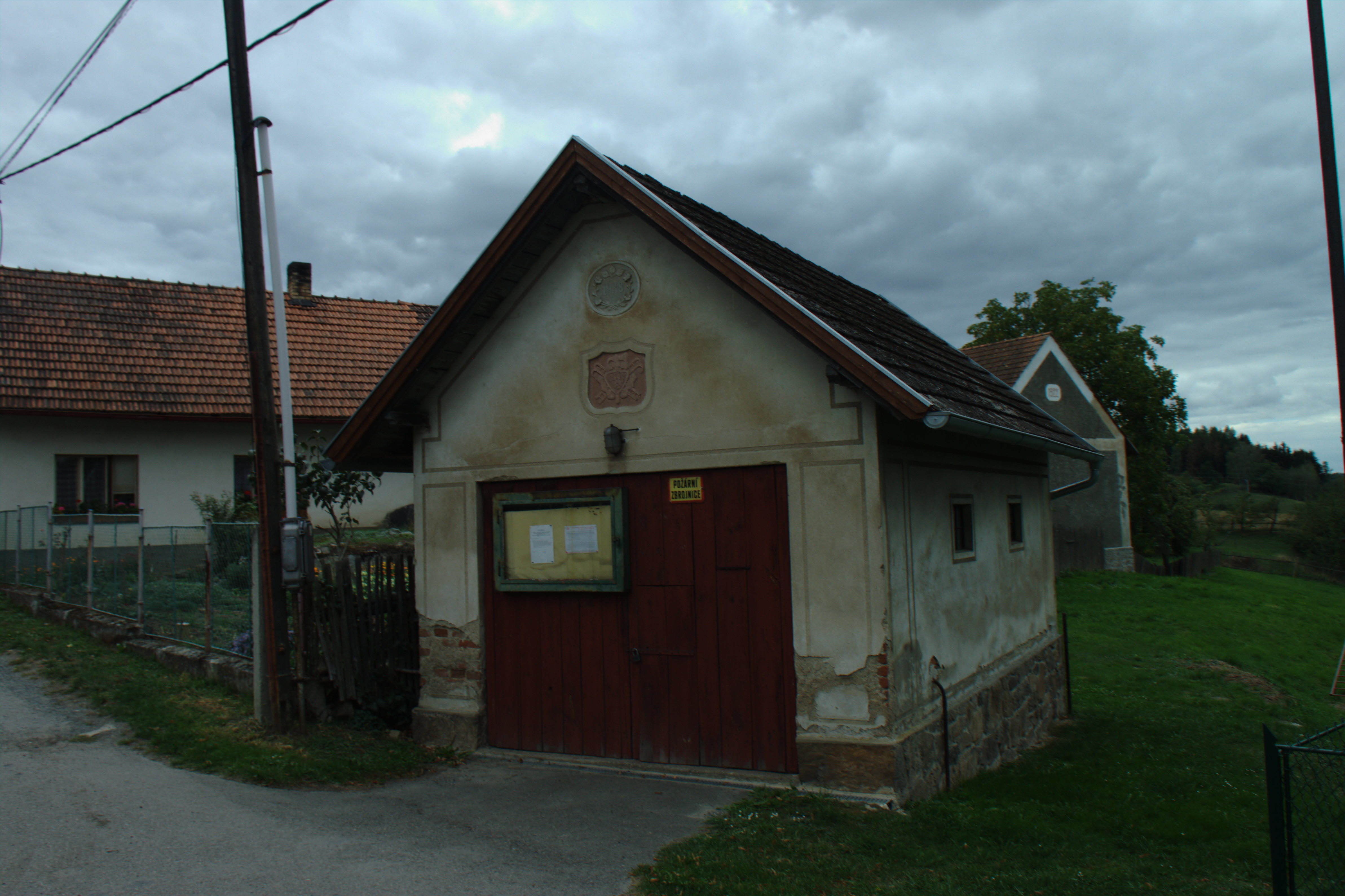
Brandweerkazerne (2015)
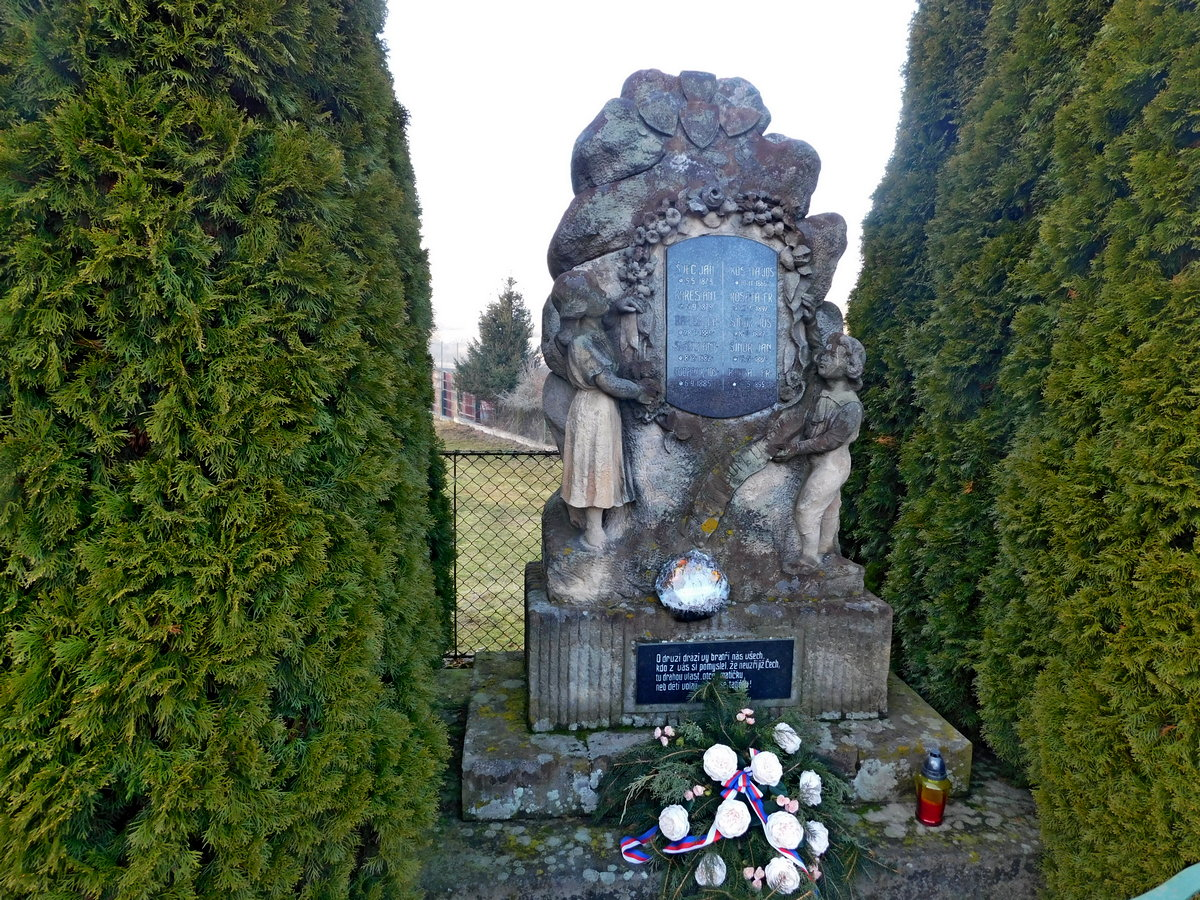
Oorlogsmonument (2021)
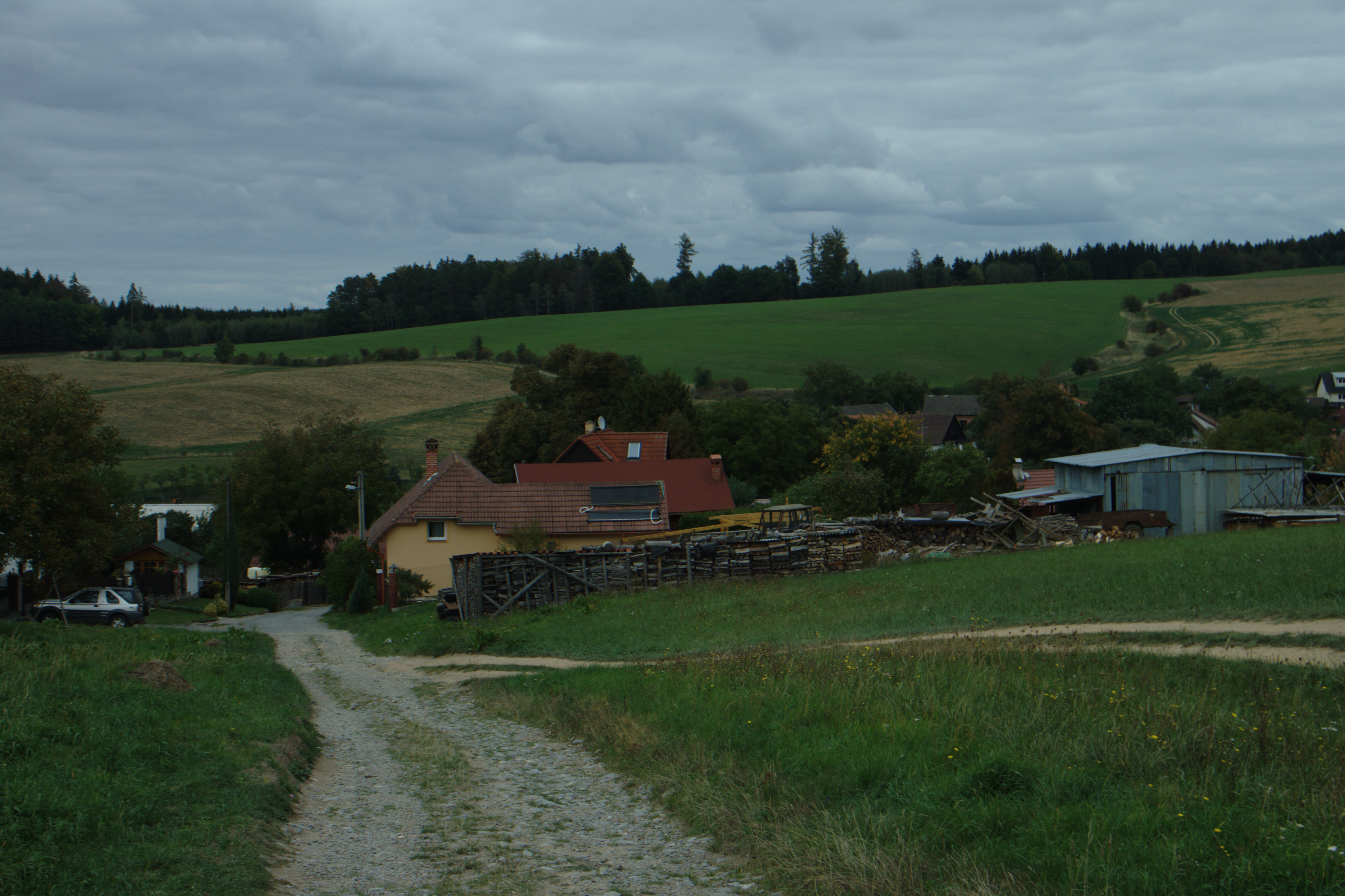
Weg naar een boerderij (2015)
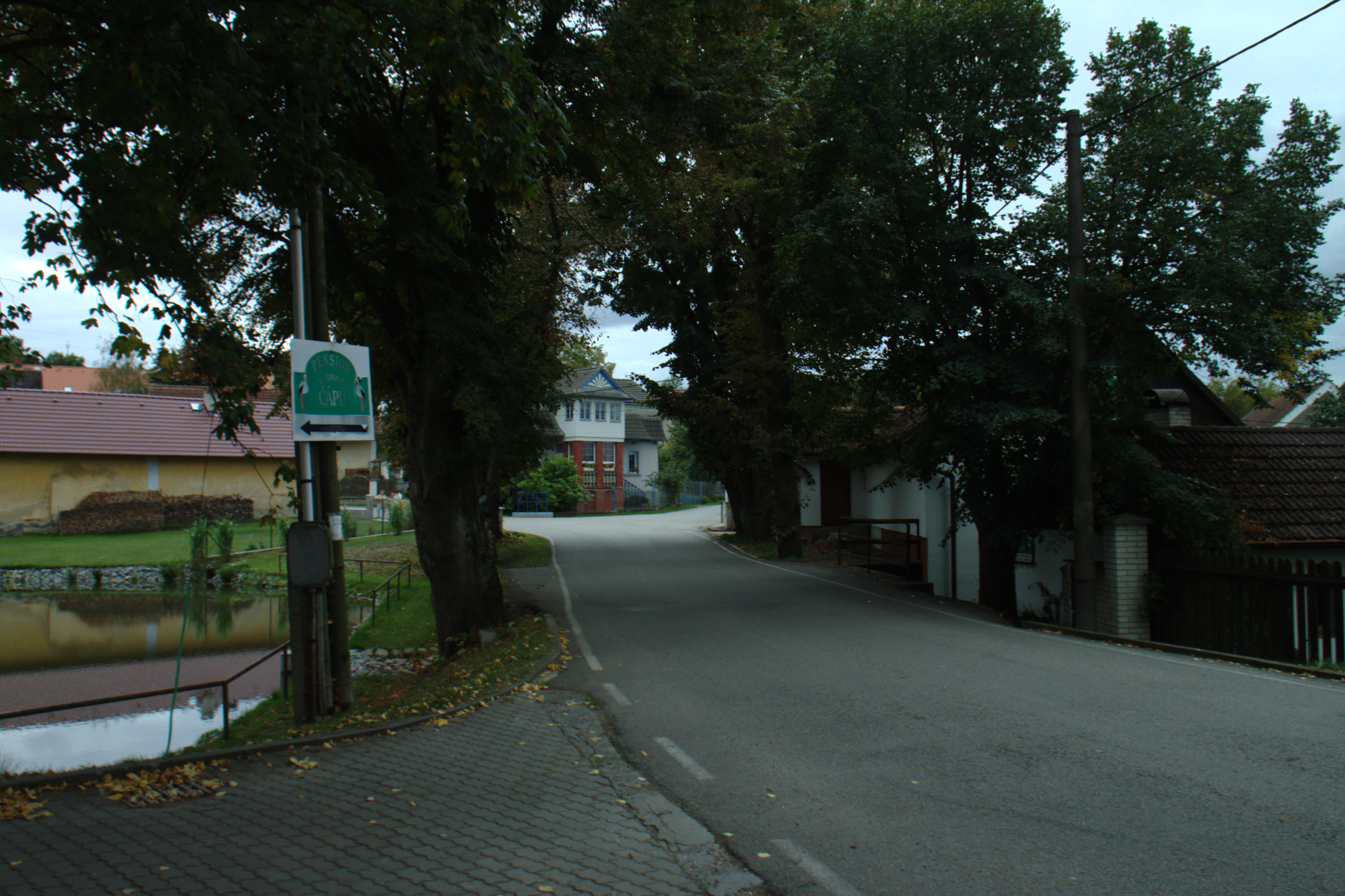
Dorpsplein (2015)